# Cryptachaea maraca
Cryptachaea maraca là một loài nhện trong họ Theridiidae.
Loài này thuộc chi Cryptachaea. Cryptachaea maraca được miêu tả năm 1991 bởi Buckup & Marques.